# كلينتشوبورت (فيرجينيا)
كلينتشوبورت (بالإنجليزية: Clinchport, Virginia)‏ هي بلدة أمريكية تقع في الولايات المتحدة في مقاطعة سكوت (فيرجينيا). يقدر عدد سكانها بـ 70 نسمة ومساحتها 1.8 كم2 وترتفع عن سطح البحر 374 متر.